# 蓋瑞·雪菲爾
蓋瑞·雪菲爾（Gary Sheffield，1968年11月18日—），生于佛罗里达州坦帕，曾效力許多球隊，1997年協助佛羅里達馬林魚奪得世界大賽冠軍。1992年球季成為國家聯盟打擊王。2009年4月17日，對密爾瓦基釀酒人的比賽中，從Mitch Stetter手中打出生涯第500支全壘打，成為大聯盟第25位完成500全壘打俱樂部的球員，是歷來第一位代打達成此成就。

## 成就
- 9次入選明星賽（1992-93年、1996年、1998-200年、2003年-2005年）
- 4次銀棒獎（1992年、1996年、2003-04年）
- 1992年國家聯盟打擊王

## 外部連結
- 球員資訊和成績在MLB，ESPN，Baseball-Reference，Fangraphs，The Baseball Cube（英文）